# Koroška (pokrajina)
Koróška ali slovénska Koróška je statistična regija in neformalna pokrajina v Sloveniji.
Središče Koroške statistične regije in največje mesto na Koroškem so Ravne na Koroškem, ostala večja mesta pa so še Dravograd, Črna na Koroškem, Mežica in Prevalje, ki so tudi sedeži istoimenskih občin.
Koroška, oziroma, del zgodovinske Koroške, ki je v Sloveniji obsega območje Mežiške doline, zgornji del Dravske doline v občini Dravograd in Jezersko, ter treh pogorij – Pohorja, Karavank in Savinjskih Alp. Vlogo regionalnega središča slovenskega dela Koroške si delita Slovenj Gradec (avtomobilska oznaka SG) in Ravne na Koroškem.